# Willem Bogtman
Willem Bogtman (Bergen (NH), 7 februari 1882 – Haarlem, 24 september 1955) was een Nederlandse grafisch ontwerper, glasschilder, monumentaal kunstenaar, glazenier en vervaardiger van mozaïeken. Hij volgde een opleiding voor rijtuig-schilder en daarna de Rijksakademie voor Beeldende Kunsten en ging in Steenwijk lesgeven als leraar tekenen. Hij werkte daar ook als ontwerper voor de Eerste Steenwijker Kunst Aardewerk Fabriek (ESKAF). Na zijn huwelijk met de Steenwijkse Grietje Wicherson wordt hij leraar tekenen in Haarlem. In 1912 begint hij een atelier voor glas in lood en gebrandschilderd glas.

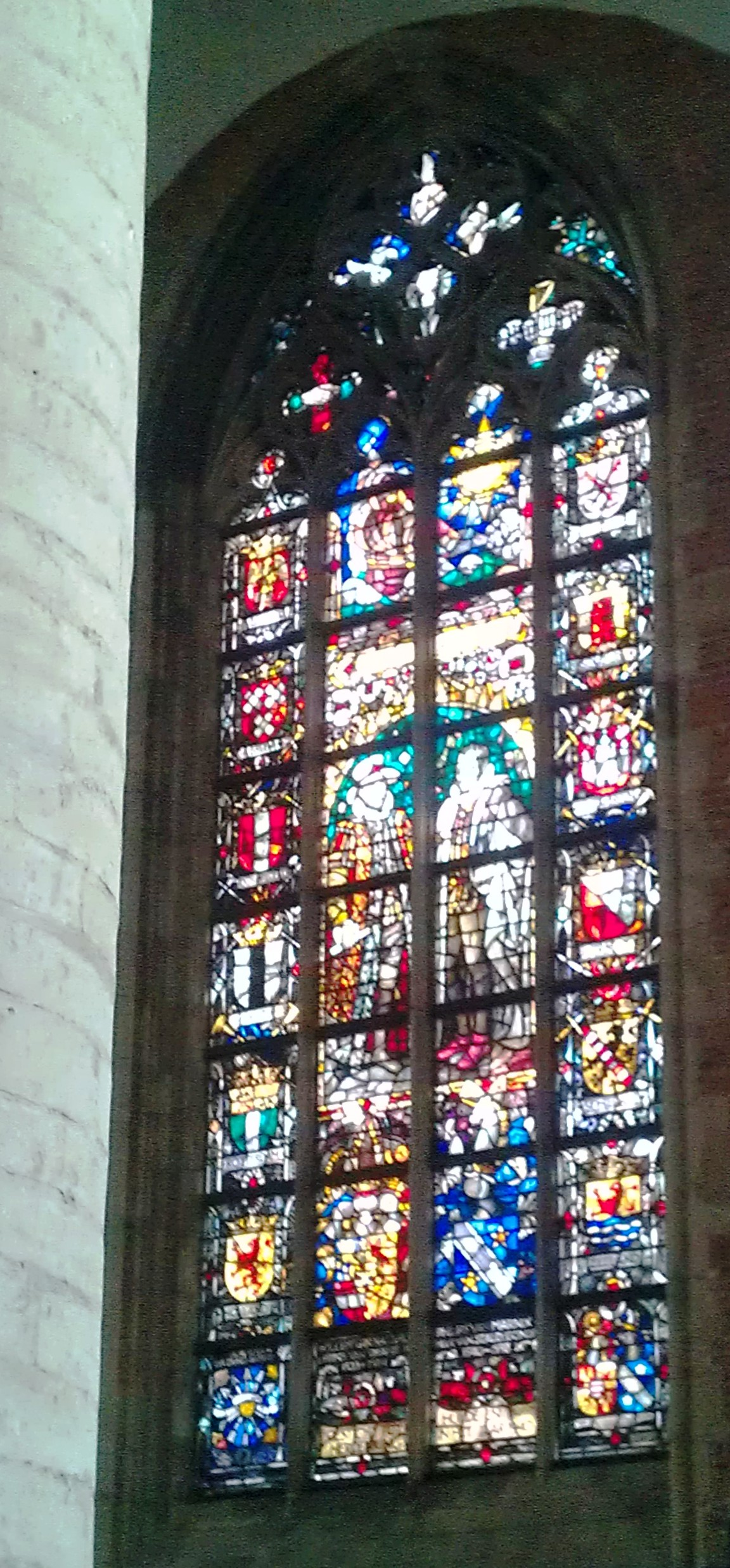
Marnixraam (1940) van Georg Rueter in de Pieterskerk in Leiden. Het raam werd uitgevoerd op het atelier van Bogtman.

Hij is een oom van Laurens Bogtman en Cathrien Bogtman.
De grote doorbraak in zijn werk was de gigantische opdracht voor het maken van een overkapping van het Scheepvaarthuis te Amsterdam. Deze overkapping is 106 m² groot. Veel grote opdrachten volgden, met name van rederijen (luxe passagiersschepen). Hij legde zich steeds meer toe op het ontwerpen van ramen. Er zijn meer dan 4500 ontwerpen bekend. In zijn atelier in Haarlem werkte hij samen met onder anderen Nico Schrier en Huib de Ru.
Bezienswaardig zijn de kleurige glas-in-loodramen in de Kapelkerk in Alkmaar, vervaardigd in de jaren 1920-1940 door Willem Bogtman. In de Agnietenkapel in Amsterdam zijn het beschilderde plafond en de gebrandschilderde glas-in-loodramen werk van Willem Bogtman. In de Raw Aron Schuster Synagoge in Amsterdam zijn de in de overwegend zwart-wit ingerichte gebedsruimte zes kleurige glas-in-loodramen aan beide zijmuren, ontworpen door Atelier Bogtman. In dezelfde periode waarin Willem Bogtman de ramen voor de vrijzinnige kerk Vrijburg in Amsterdam vervaardigde, ontwierp hij een raam voor de Grote Kerk in Edam als herinnering aan de restauratie. In Bergen aan Zee zijn in het Vredeskerkje de ramen ook van Willem Bogtman. In dezelfde plaats staat Huize Glory (voorheen 'Villa Russenduin') waar vijf glas-in-loodramen te zien zijn van Willem Bogtman. In Haarlem, en in Amersfoort maakte hij ramen voor trappenhuizen met artdeco-ornamenten en voor een synagoge een raam met Bijbelse voorstellingen eveneens in artdeco-stijl, gemaakt bij de 200-jarige viering.
Onlangs stopte zijn kleinzoon Willem R. Bogtman als derde generatie met het Atelier Bogtman.
Bogtman was lid van het Genootschap van beeldende kunstenaars Kunst zij ons doel in Haarlem en hij was leraar van Karel Trautwein.

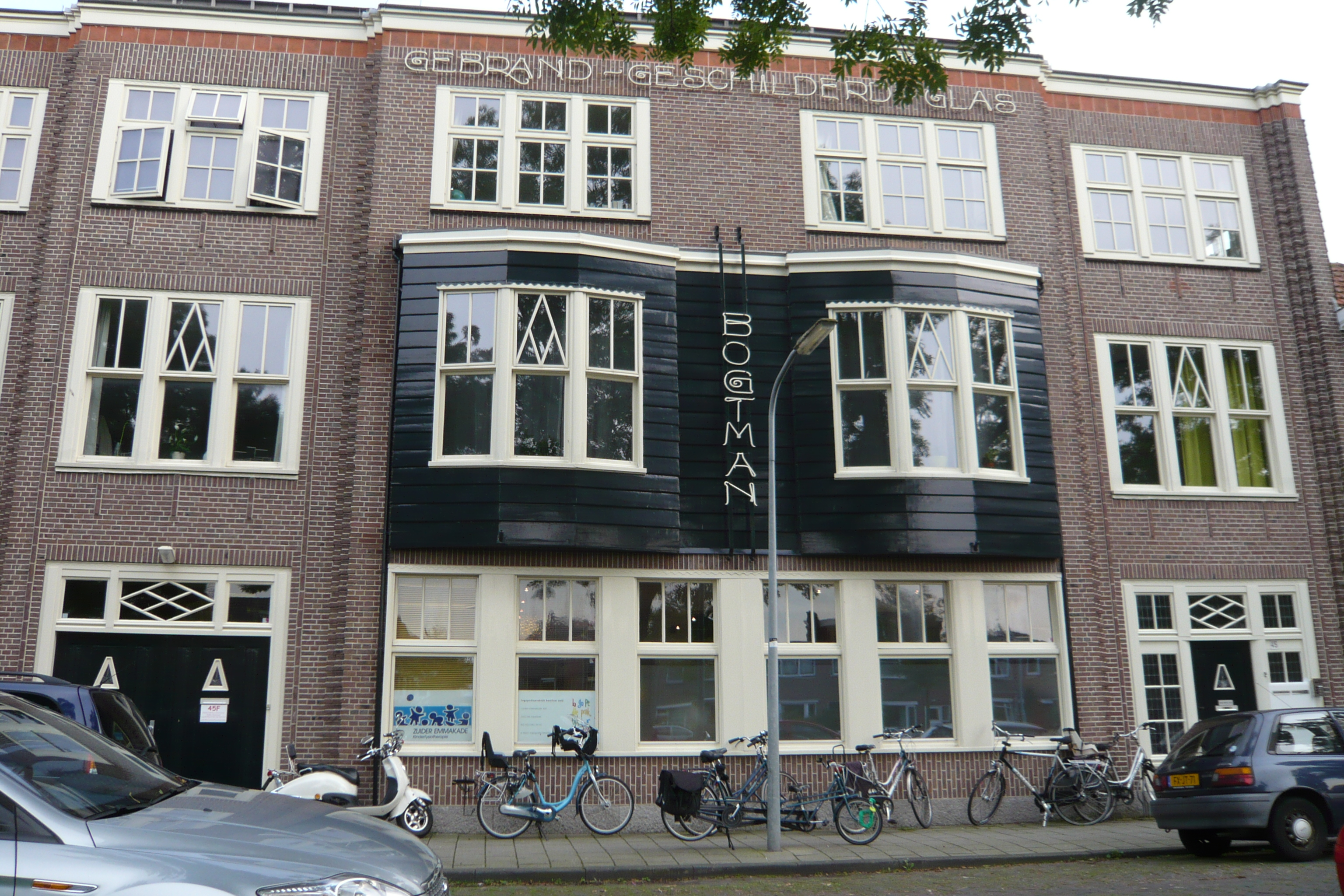
Het atelier in Haarlem